# ناحیه کوهستان مست‌چاه
ناحیهٔ کوهستان مست‌شاه (به تاجیکی: Ноҳияи Кӯҳистони Мастчоҳ) یکی از ناحیه‌های اداری ولایت سغد در تاجیکستان است و در شمال جمهوری تاجیکستان جای دارد. مرکز این ناحیه، جماعت مهران است.

## تقسیمات
| جماعت‌های ناحیهٔ کوهستان مست‌شاه |       |
| جماعت                         | جمعیت |
| لنگر                          | ۶٬۴۴۰ |
| ایوان تاجیک                   | ۹٬۹۵۵ |
| مهران                         |       |